# Gustaf Adolf Boltenstern (1861–1935)
Gustaf Adolf Boltenstern (ur. 1 kwietnia 1861 w Helsingborgu, zm. 9 października 1935 w Sztokholmie) – szwedzki jeździec sportowy. Srebrny medalista olimpijski ze Sztokholmu.

## Życiorys
Specjalizował się we ujeżdżeniu. Igrzyska w 1912 były jego pierwszą olimpiadą, zajął drugie miejsce w konkursie indywidualnym. Na podium stanęli również jego rodacy Carl Bonde i Hans von Blixen-Finecke. Startował na koniu Neptun. Brał także udział w IO 20.
Był wojskowym. Jego syn był wielokrotnym medalistą olimpijskim.